# گارگانتیا در سیاره سبز
گارگانتیا در سیاره سبز (به ژاپنی: 翠星のガルガンティア، Suisei no Garugantia)، (به انگلیسی: Gargantia on the Verdurous Planet)، یک مجموعه انیمه تلویزیونی ژاپنی است که به کارگردانی کازویا موراتا و تهیه‌کنندگی پروداکشن آی.جی ساخته شده و پخش آن از ماه آوریل تا ژوئن ۲۰۱۳ ادامه یافت.

## داستان
در آینده بسیار دور، بشر توانسته به ستاره‌ها و کهکشان‌های دیگر دست یابد و اتحاد کهکشانی انسان‌ها (به ژاپنی: 人類銀河同盟، Jinrui Ginga Dōmei) (به انگلیسی: Galactic Alliance of Humankind) را تشکیل دهد. این اتحاد درگیر جنگی دائمی با بیگانگان باهوشی به نام هیدی‌آزو (به ژاپنی: ヒディアーズ، Hidiāzu) (به انگلیسی: Hideauze) شده‌است.
ستوان ۱۶ ساله، لدو (Ledo) خلبانی ماشین کالیبر (به ژاپنی: マシンキャリバー، Mashin Kyaribā) با نام چامبر (Chamber) را برعهده دارد که روباتی انسان‌نما با قدرت تفکر و منطق انسانی است که به عنوان جنگنده در خدمت خلبانش است. پس از حمله نافرجام نیروهای متحد انسانی برای نابودی ابرسلاح بیگانگان، لدو در کرم‌چاله‌ای سقوط می‌کند و وقتی بیدار می‌شود می‌فهمد که در سیاره‌ای به نام زمین است که خاستگاه بشریت بوده‌است و پیشتر فکر می‌کردند که نابود شده‌است. او خود را بر یک مجموعه کشتی در میان انسان‌هایی ابتدایی در اقیانوسی بزرگ می‌بیند. او شش ماه گذشته را در کابین چامبر در خواب مصنوعی به‌سر برده تا زخم‌هایش بهبود یابند. بدلیل فاصله نوری زیاد، او دیگر نمی‌تواند به اتحاد کهکشانی بازگردد و در جستجوهایش در زمین موفق به کشف خاستگاه اولیه هیدی‌آزو می‌شود.

## پخش

### رمان
از چندین ماه پیش از پخش مجموعه، تارنمای رسمی آن داستان‌هایی کوتاه از آن منتشر می‌کرد که به مناسبت شروع پخش مجموعه در یک‌جا گردآوری شدند.

### مانگا
مجموعه مانگای آن از شماره ژانویه مجله نیوتایپ ایس با طراحی واتارو میتوگاوا منتشر شد.

### انیمه
پخش انیمه آن به کارگردانی کازویا موراتا و تهیه‌کنندگی پروداکشن آی.جی از ۷ آوریل ۲۰۱۳ از توکیو ام‌ایکس شروع شد و در ۳۰ ژوئیه به پایان رسید.